# Тележиха
Теле́жиха — село в Солонешенском районе Алтайского края, в составе Солонешенского сельсовета.

## География
Расположено при впадении р. Тележихи в Черновой Ануй.

## История
Село основано в 1857 г. В 1858 г. здесь проживало 27 душ мужского пола, в 1882 г. — уже 108 душ, проживавших в 74 дворах. В 1893 г. насчитывалось 117 хозяйств, в которых жило 242 мужчины и 251 женщины. Имелся хлебозапасный магазин и кожевенный завод. По результатам переписи 1917 г. в Тележихе в 285 хозяйствах проживало 1533 человека. 66 % хозяйств было переселенческими, основная масса переселенцев прибыла из Томской (39 %), Оренбургской (29 %) и Пермской (23 %) губерний.
3 августа 1918 г. в селе состоялся бой между красногвардейским отрядом П. Ф. Сухова и преследовавшими его силами белой правительственной Алтайской экспедиции войскового старшины В.И. Волкова, закончившийся ликвидацией красногвардейского отряда. В память об этом событии в 1982 г. в Тележихе открыт мемориал.
Дореволюционная жизнь Тележихи описана в воспоминаниях сельского писаря Василия Швецова "Горькая новь".

## Социальная сфера
В Тележихе имеется основная общеобразовательная школа..

## Население
| 1858 | 1882 | 1893 | 1917  | 1926  | 1997 |
| ---- | ---- | ---- | ----- | ----- | ---- |
| 27   | ↗108 | ↗493 | ↗1533 | ↗1674 | ↘332 |
| 1998 | 1999 | 2000 | 2001  | 2002  | 2003 |
| ↗341 | ↘320 | ↗325 | ↘303  | ↘266  | ↗270 |
| 2004 | 2005 | 2006 | 2007  | 2008  | 2009 |
| ↘264 | ↗294 | ↘286 | ↘246  | ↗252  | ↘236 |
| 2010 | 2011 | 2012 | 2013  |       |      |
| ↘229 | ↗269 | ↘223 | ↗226  |       |      |

По данным сайта Солонешенского сельсовета, в селе имеется 76 хозяйств, в которых проживает 269 человек.

## Галерея
- Тележиха в июне